# Kevin Doyle (Schauspieler)
Kevin Doyle (* 1961 in Scunthorpe, Lincolnshire) ist ein britischer Schauspieler. 

## Leben
Doyle trat zunächst in diversen Fernsehproduktionen wie Holby City und Drop Dead Gorgeous auf. Im deutschsprachigen Fernsehen wurde er vor allem durch die Serie Downton Abbey bekannt, in der er zunächst den Diener, später Arbeiter Joseph Molesley verkörpert. In der Serie Death in Paradise, spielte er in der 7. Staffel eine Nebenrolle als Tonmann.
Doyle arbeitet auch als Theaterschauspieler. So wirkte er beispielsweise an den Aufführungen Die weiße Garde und Mutabilitie am National Theatre und an zehn Stücken der Royal Shakespeare Company (RSC) mit. Unter anderem spielte er am RSC den Demetrius in Ein Sommernachtstraum unter der Regie von Adrian Noble (mit Doyle 1996 auch verfilmt) und den Benvolio in Romeo und Julia, inszeniert von David Leveaux.

## Filmografie (Auswahl)
- 1987: Coronation Street (Fernsehserie, 2 Folgen)
- 1994: Stephen Kings The Stand – Das letzte Gefecht (The Stand; Fernsehmehrteiler, 2 Folgen)
- 1994–2009: The Bill (Fernsehserie, 5 Folgen)
- 1998, 2008, 2021: Silent Witness (Fernsehserie, 6 Folgen)
- 2004: Blackpool (Fernsehmehrteiler)
- 2004: The Libertine
- 2004: Inspector Barnaby (Midsomer Murders) Fernsehserie, Staffel 8, Folge 3: Haus voller Hass (Ghosts Of Christmas Past)
- 2004–2009: Casualty (Fernsehserie, 1 Folge)
- 2005: Der Wachsblumenstrauß (Agatha Christie’s Poirot; Fernsehserie, Folge: After the Funeral)
- 2007: Heartbeat (Fernsehserie, 1 Folge)
- 2008: George Gently – Der Unbestechliche (Inspector George Gently; Fernsehserie, 1 Folge)
- 2009: Die Tudors (The Tudors; Fernsehserie, 3 Folgen)
- 2010: Law & Order: UK (Fernsehserie, 1 Folge)
- 2010: Vexed (Fernsehserie, 1 Folge)
- 2010–2015: Downton Abbey (Fernsehserie, 46 Folgen)
- 2011: Inspector Barnaby (Midsomer Murders) Fernsehserie, Staffel 14, Folge 4: Ein Funke genügt (The Oblong Murders)
- 2011–2012: Scott & Bailey (Fernsehserie, 5 Folgen)
- 2012: Accused – Eine Frage der Schuld (Accused; Fernsehserie, 1 Folge)
- 2012: New Tricks – Die Krimispezialisten (New Tricks; Fernsehserie, 1 Folge)
- 2013: Hawaii Five-0 (Fernsehserie, 1 Folge)
- 2015: A.D.: Rebellen und Märtyrer (A.D.: The Bible Continues; Fernsehserie, 6 Folgen)
- 2016: Happy Valley – In einer kleinen Stadt (Happy Valley; Fernsehserie, 6 Folgen)
- 2016: Paranoid (Fernsehmehrteiler)
- 2017: Doc Martin (Fernsehserie, 1 Folge)
- 2019: Death in Paradise (Fernsehserie, 1 Folge)
- 2019: Downton Abbey
- 2020: Miss Scarlet and The Duke (Fernsehserie, 4 Folgen)
- 2021: The Witcher (Fernsehserie, 2 Folgen)
- 2022: Downton Abbey II: Eine neue Ära (Downton Abbey: A New Era)
- 2023: Vera – Ein ganz spezieller Fall (Vera) (Fernsehserie, 1 Folge)